# Supermax (Gefängnisstandard)

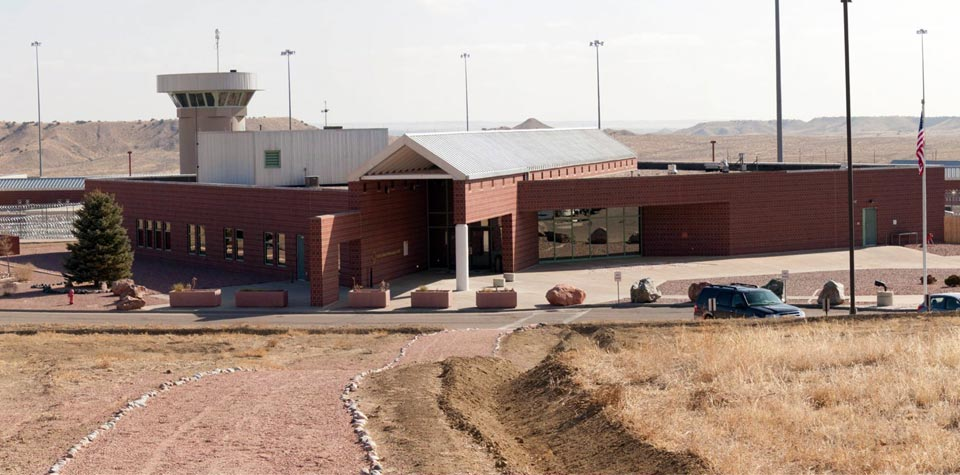
Außenaufnahme des Supermax ADMAX Florence

Supermax ist die Kurzbezeichnung für super-maximum security, einen Gefängnisstandard aus den USA. Im Gefängnissystem der Vereinigten Staaten wird zwischen Minimum-, Low-, Medium- und High-Security sowie Administrative (zu welchem die Supermaximum Security Prisons zählen) unterschieden. Es handelt sich bei letzterem um eine Art Hochsicherheitsverwahrung für Schwerstkriminelle.

## Geschichte
Der Gefängnisstandard des Supermax wurde entwickelt, nachdem 1983 in der Maximum-Security-Anstalt des Staatsgefängnisses von Illinois (Marion) zwei Gefängnisaufseher unabhängig voneinander am selben Tag von Insassen getötet worden waren. Seit diesem Tag haben manche Hochsicherheitsgefängnisse der USA auf den Supermax-Standard umgestellt.
Das erste Gefängnis, das komplett nach diesem Standard entworfen und gebaut wurde, ist das Bundesgefängnis ADX Florence in Colorado. Es gilt nach derzeitigem Gefängnisstandard als ausbruchsicherstes Gefängnis der Welt. Viele internationale Menschenrechtsorganisationen melden allerdings starke Vorbehalte gegen das ADMAX und die Supermax im Allgemeinen an.

## Standard
Im Allgemeinen ist die Unterbringung in einem Supermax-Gefängnis gleichzusetzen mit nahezu vollkommener Isolation von der Außenwelt. Auch innerhalb des Zellenblocks wird eine Kommunikation zwischen den Inhaftierten unterbunden, es handelt sich also um Isolationshaft. Gefangene bleiben 22 bis 23,5 Stunden am Tag in ihrer Einzelzelle eingesperrt; der einzige soziale Kontakt, den sie im Gefängnis haben, ist der mit den Aufsehern. Die Gefängnisinsassen werden 24 Stunden am Tag videoüberwacht, gleichgültig, ob sie sich in ihrer Zelle, in einem Außenkäfig zum Hofgang oder in einer Dusche befinden.
Die Zellen sind ungefähr 3,5 m × 2 m groß und mit speziellen, schalldichten Türen ausgestattet, um die Verständigung zwischen den Häftlingen zu unterbinden. Es gibt nur wenige Möbel, diese bestehen aus Stahlbeton und sind im Boden verankert, so dass sie nicht verrückbar sind. Die Dusche ist zeitgesteuert. Fenster sind – wenn vorhanden – sehr klein und so angebracht, dass nur der Himmel zu sehen ist und eine Orientierung auf dem Gefängnisgelände nahezu unmöglich gemacht wird.
Die Türen im gesamten Areal sind in den meisten Supermax-Gefängnissen ferngesteuert. Die Zäune, die meist in mehreren Reihen das Grundstück umgeben, sind unter elektrische Spannung gesetzt. Wie in den meisten Haftanstalten in den USA üblich, müssen die Gefangenen Anstaltskleidung tragen. Diese Bekleidung besteht meistens aus einem farbigen Overall aus reißfesten, feuerbeständigen Materialien.

## Kritik
Die Supermax- und die Security-Housing-Unit-(SHU)-Gefängnisse sind umstritten; es gibt Stimmen, die sagen, dass die Lebensbedingungen einen Verstoß gegen die Verfassung der Vereinigten Staaten darstellen würden. Vor allem sei der 8. Zusatzartikel zur Verfassung der Vereinigten Staaten betroffen. Dieser verbietet grausame und ungewöhnliche Bestrafungen (“cruel and unusual punishments”).
1996 stellte eine Kommission der Vereinten Nationen fest, dass die Bestrafung in den SHUs „grausam und erniedrigend“ sei. 2011 stellte die New York City Bar Association fest, dass die Bedingungen in Supermax-Gefängnissen nach internationalem Recht als Folter anzusehen seien und dass sie auch nach US-amerikanischem Recht als „grausame und ungewöhnliche Bestrafungen“ anzusehen seien. 2012 wurde in einem Prozess gegen das Federal Bureau of Prisons durch das Gericht festgestellt, dass die Gefangenen chronisch misshandelt würden, der Zugang zu medizinischen Abteilungen beschränkt sei und dass Gefangene mit psychischen Erkrankungen nicht angemessen betreut würden.

## US-Gefängnisse mit Supermaxstandard (Auswahl)
- Kalifornien
  - Pelican Bay State Prison – Crescent City, Kalifornien
- Colorado
  - U.S. Penitentiary, Administrative Maximum Facility (ADX Florence) – Florence, Colorado
- Florida
  - Florida State Prison – Raiford, Florida
- Georgia
  - United States Penitentiary – Atlanta, Georgia
- Indiana
  - USP Terre Haute (United States Penitentiary) – Terre Haute Federal Correctional Complex – Terre Haute (Indiana), Indiana
- Louisiana
  - Louisiana State Penitentiary – West Feliciana Parish, Louisiana
- Minnesota
  - Minnesota Correctional Facility Oak Park Heights – Oak Park Heights, Minnesota
- Mississippi
  - Mississippi State Penitentiary – Sunflower County, Mississippi (Unit 32)
- New Jersey
  - New Jersey State Prison – Trenton, New Jersey
  - East Jersey State Prison – Woodbridge
- New York
  - Attica Correctional Facility – Attica, New York
  - Sing Sing Correctional Facility – Ossining, New York
- Texas
  - Allan B. Polunsky Unit (früher Terrell Unit) – West Livingston, Polk County, Texas
- Utah
  - Utah State Prison – Draper, Utah